# Dead Famous People
Dead Famous People ist eine rein weiblich besetzte neuseeländische Indie-Band, die in der zweiten Hälfte der 1980er-Jahre in ihrem Heimatland und in Großbritannien kleinere Erfolge hatte. Nach fast 30-jähriger Unterbrechung ist sie seit 2018 mit veränderter Besetzung wieder aktiv. Zentrale Figur von Dead Famous People war und ist die aus Auckland stammende Musikerin und Malerin Donna „Dons“ Savage.

## Geschichte

### Vorgeschichte
Donna Savage wuchs mit sechs Geschwistern in Auckland auf. 1983 begann ihre Musikkarriere als Mitglied der neuseeländischen Elektropop-Band Car Crash Set, von der sie im folgenden Jahr zu Freudian Slips wechselte, einer durchgängig mit Musikerinnen besetzten Band mit feministischer Ausrichtung. Mit Freudian Slips spielte Savage unter dem Pseudonym Donna Fletcher zwei EPs ein, die 1984 und 1985 veröffentlicht wurden. 1985 verließ sie die Band, weil sie dort ihr Ziel, künftig vor allem selbst verfasste Lieder zu singen, nicht erreichen konnte. Freudian Slips löste sich noch im gleichen Jahr auf.

### 1986 bis 1990

#### Neuseeland
1986 gründete Savage in ihrer Heimatstadt die Band Dead Famous People, zu der auch Wendy Kjestrup (Gitarre und Gesang), Jenny Renals (Bass) und Robyn Tearle (Schlagzeug) gehörten. Wenig später kam Elizabeth „Biddy“ Leyland (Keyboards und Gesang) hinzu, die bereits bei Freudian Slip mit Savage zusammengearbeitet hatte. Der Name der Band (deutsch: Tote Berühmtheiten) soll darauf hinweisen, dass manche Personen erst nach ihrem Tod Berühmtheit erlangen. Eine Autorin hält es rückblickend für „ironisch“, dass die Band selbst zu keiner Zeit berühmt war.
Bereits kurz nach der Gründung produzierte Dead Famous People mit Lost Persons Area ihre erste EP,
die je nach Quelle im Herbst 1986 oder im Frühjahr 1987 bei Flying Nun Records veröffentlicht wurde, einem Independent-Label aus Christchurch. Lost Persons Area enthält fünf Lieder, drei waren von Savage und zwei von Kjestrup geschrieben. Die EP erhielt positive Kritiken in Neuseeland und Großbritannien, „erreichte aber nicht die Zuhörerschaft, die sie verdient hatte.“

#### Großbritannien
1988 ließen sich die Musikerinnen in Großbritannien nieder, nachdem ihnen der britische Singer-Songwriter Billy Bragg einen Vertrag mit seinem Label Utility angeboten hatte. Bei Utility erschien 1989 die EP Arriving Late In Torn And Filthy Jeans, die mit Barlow’s House (von Kjestrup) und Traitor To The Cause (von Savage) zwei Stücke enthält, die bereits auf Lost Persons Area erschienen waren. Die übrigen vier Lieder waren Neuproduktionen, die die Band im Februar 1989 in den Cathouse Studios im Londoner Stadtteil Streatham eingespielt hatten. Arriving Late In Torn And Filthy Jeans wurde zum bis dahin größten kommerziellen Erfolg des Utility-Labels. Der britische Radiomoderator John Peel protegierte Dead Famous People in seiner BBC-Radiosendung; 1989 produzierte er eine Peel Session mit der Band. 1989 und 1990 tourte Dead Famous People ausgiebig durch die britischen Inseln; teilweise gab die Band drei Konzerte pro Woche.
Ungeachtet der Unterstützung durch John Peel gelang es Dead Famous People nicht, einen weiteren Vertrag mit einem britischen Musiklabel zu erhalten. Zwar hatte die Band Anfang 1989 im Islington Music Workshop in London eine Reihe weiterer Lieder eingespielt; sie kamen jedoch zunächst nicht auf den Markt. Die Band löste sich daraufhin im Laufe des Jahres 1990 auf. Einige Musikerinnen kehrten „desillusioniert“ nach Neuseeland zurück. Donna Savage blieb noch in Großbritannien und schloss sich für etwa ein Jahr der Band St. Etienne an, mit der sie zwei Lieder aufnahm und auf Europatournee ging. 1991 zog auch Savage nach Neuseeland zurück.

#### Nachwirken
Erst nach der Auflösung von Dead Famous People brachte das Label La-Di-Da Productions aus Hove einige bislang unveröffentlichte Aufnahmen aus den Jahren 1988, 1989 und 1990 auf den Markt. Das Album erschien unter dem Titel All Hail The Daffodil 1991 in Großbritannien und im folgenden Jahr in Japan. Ebenfalls 1991 erschien ein Beitrag von Dead Famous People auf dem in Frankreich produzierten Leonard-Cohen-Tributealbum I’m Your Fan: Savage sang eine neu arrangierte Version von True Love Leaves No Traces, das Cohen im Original 1977 auf Death of a Ladies’ Man veröffentlicht hatte. Savage, die Cohen und seine Musik erklärtermaßen nicht mochte, hatte True Love Leaves No Traces ausgewählt, weil es Cohens „einziges Lied ist, das einen nicht dazu verleitet, sich die Pulsadern aufzuschneiden“.
In den folgenden drei Jahrzehnten gab es keine Produktionen oder Auftritte von Dead Famous People; die Band geriet weitgehend in Vergessenheit. Savage wandte sich von der Musik ab und war zeitweise als Malerin tätig. Zu Beginn des 21. Jahrhunderts wurde sie Mutter eines Sohnes.

### Ab 2018
Fast 30 Jahre nach dem letzten Auftritt von Dead Famous People kam es zu einer Renaissance. Savage brachte ein neues Album auf den Markt, für das sie den Bandnamen Dead Famous People reaktivierte. Abgesehen von Savage selbst sowie Elizabeth Leyland, die bei einzelnen Liedern mitwirkte, gibt es allerdings keine personelle Kontinuität mit den Dead Famous People der späten 1980er-Jahre. Die Produktion wird vielfach als Soloalbum von Donna Savage angesehen; sie selbst bezeichnete die begleitenden Musiker 2020 als auswechselbar.
Das 2020er Album der Dead Famous People hat den Titel Harry. Es ist nach Savages Sohn benannt. Die Aufnahmen entstanden Ende 2018 und Anfang 2019 in Neuseeland, die Produktion übernahm der in Los Angeles ansässige Dave Trumfio, und die Veröffentlichung erfolgte über das Londoner Label Fire Records. Noch vor dem Album brachte Fire das Stück Looking At Girls als Single heraus.

## Einflüsse
Donna Savage ist nach eigener Darstellung von der Musik der 1960er-Jahre geprägt. Zu den Künstlern, die sie und Dead Famous People beeinflussten, gehören danach Philip Glass, The Slits, Kathleen Ferrier, Wayne Newton und Shirley Bassey.

## Diskografie

### EPs und Alben
- 1986: Lost Persons Area (Flying Nun Records)
- 1989: Arriving Late in Torn and Filthy Jeans (Utility)
- 1991: All Hail the Daffodil (La-Di-Da Productions)
- 2020: Harry (Fire Records)

### Singles
- 2019: Looking at Girls
- 2020: Groovy Girl
- 2020: Dead Bird’s Eye